# Sauce béarnaise

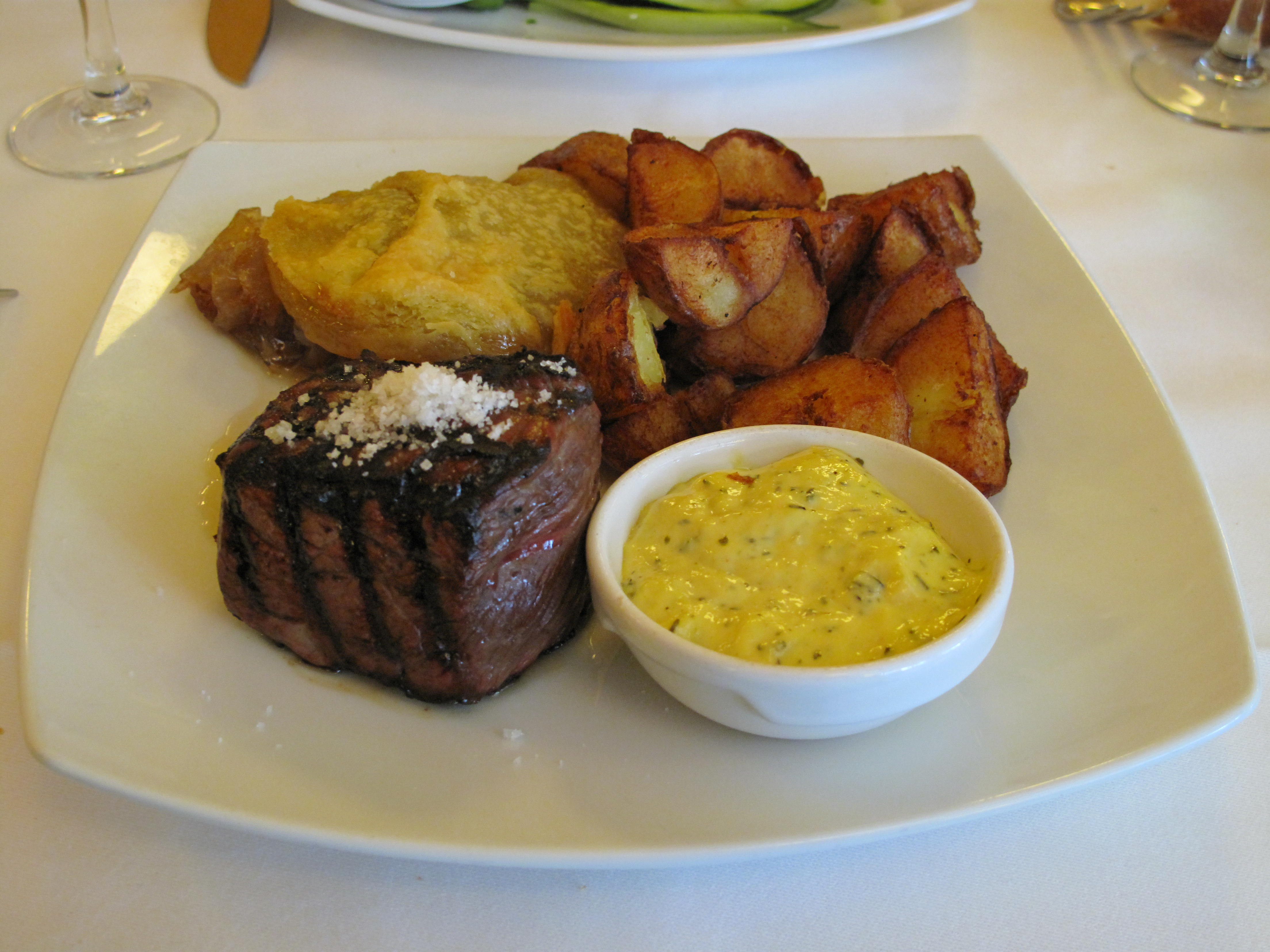
Sauce béarnaise accompagnant un pavé de bœuf.

La sauce béarnaise, ou la béarnaise, est une sauce émulsifiée chaude à base de beurre doux clarifié, de jaune d'œuf, d'échalote, d'estragon et de cerfeuil, servie pour relever les viandes. C'est une variante de la sauce hollandaise.

## Origine

### La recette ratée
Contrairement à ce que laisse penser son nom, cette sauce n’est pas originaire du Béarn, mais de la région parisienne. Selon certaines sources, elle a été créée par hasard par Jean-Louis-François Collinet, chef cuisinier au Pavillon Henri IV, à Saint-Germain-en-Laye. Une réduction d’échalote ratée fut rattrapée par le chef qui réalisa une émulsion avec du jaune d’œuf. Interrogé par les clients sur le nom de cette nouvelle sauce, il improvisa celui de « sauce béarnaise », son regard s’étant porté sur le buste d’Henri IV, natif de Pau, la capitale du Béarn, qui trônait dans la salle,.
D'après le Pavillon Henri IV, le 24 août 1837 est la date à laquelle Jean-Louis-François Collinet aurait inventé par hasard la recette des pommes soufflées, lors de l'inauguration de la ligne de chemin de fer de Paris (Saint-Lazare) à Saint-Germain-en-Laye : ce n'est que « plus tard » qu'il aurait « mis au point la recette de la sauce béarnaise ».

### Alexandre Dumas
Une autre version cite le romancier Alexandre Dumas, ami de Collinet, comme co-inventeur de la béarnaise. Ainsi, en 1879, on peut lire dans le journal La France : « Sachez que c'est à Dumas-Collinet que vous devez les lapereaux-en-caisse, et à Colinet-Dumas qu'est due cette sauce exquise, éternel honneur de la cuisine française, qui, sous le nom de sauce béarnaise, met une note dorée et joyeuse sur le bronze sévère des sombres entrecôtes ! » Dans le recueil intitulé Histoire de mes bêtes et publié pour la première fois en 1867, Alexandre Dumas mentionne « [son] voisin et ami Collinet, [son] compère en art culinaire, et le propagateur, sinon l'inventeur, des côtelettes à la béarnaise », formule qui pourrait laisser sous-entendre que Collinet n'est pas le seul créateur de la recette.

## Dérivés
- Sauce Choron
- Sauce Foyot
- Sauce Colbert
- Sauce paloise